# 卡拉瓦尔纳加尔
卡拉瓦尔纳加尔（Karawal Nagar），是印度德里國家首都轄區東北德里的一个城镇。总人口148549（2001年）。

## 人口
该地2001年总人口148549人，其中男性80364人，女性68185人；0—6岁人口26880人，其中男14915人，女11965人；识字率64.98%，其中男性为73.22%，女性为55.27%。